# Metropolitan-Vickers F.2
Il Metropolitan-Vickers F.2 fu uno dei primi turbogetti con compressore assiale al mondo, sviluppato e prodotto nel Regno Unito dalla Metropolitan-Vickers durante la seconda guerra mondiale. Non fu prodotto in serie ma solo in pochi esemplari destinati a velivoli sperimentali.

## Storia
Nel 1926 Alan Arnold Griffith pubblicò uno studio (An Aerodynamic Theory of Turbine Design) in cui, per la prima volta, si dimostrava la possibilità di utilizzare una turbina a gas per scopi propulsivi in campo aeronautico. La configurazione originale prevedeva un compressore mosso da una turbina mentre una seconda turbina, sfruttando l'energia residua del flusso a valle della prima, muoveva un'elica (come avviene in un odierno turboelica).
Nel 1929 il lavoro di Frank Whittle su un motore a reazione puro fu pubblicato ed una copia fu inviata a Griffith per analisi e commenti (che non furono affatto benevoli). Dopo aver sottolineato un errore nelle formule di Whittle, infatti, veniva derisa l'intera impostazione, notando come il compressore centrifugo sarebbe stato inutilizzabile su un velivolo a causa della sua notevole area frontale e come fosse estremamente inefficiente utilizzare il getto di scarico per la propulsione. Whittle fu sconfortato da queste analisi, ma brevettò comunque la sua idea e, cinque anni dopo, inizierà con la sua Power Jets lo studio di quello che diventerà il primo motore a getto inglese.
Griffith continuò a sviluppare le sue idee introducendo anche un compressore a stadi contro-rotanti per migliorare l'efficienza di compressione. Il suo socio, Hayne Constant, contattò nel 1937 la Metropolitan-Vickers (Metrovick), una affermata casa produttrice di turbine a vapore, per produrre il nuovo motore. Per ironia della sorte la stessa compagnia si era appena fusa con la British Thomson-Houston, un'altra azienda costruttrice di turbine, che stava collaborando con il progetto di Whittle.

## Tecnica
Il Metrovick F.2, ed in particolare il suo compressore assiale, fu il risultato di un lungo lavoro di ricerca e sviluppo che ebbe origine dalle teorie di Griffith del 1926. In seguito ai positivi risultati ottenuti da Whittle con il suo prototipo nel 1937, l'Air Ministry decise di sovvenzionare anche altri progetti relativi ai propulsori a turbina.

### Sviluppo
Griffith ed altri ingegneri della Royal Aircraft Establishment costruirono nel 1939 un prototipo di compressore a flusso assiale ad otto stadi che fu battezzato Anne. Nel dicembre del 1939 la Metrovick costruì il compressore assiale a nove stadi Betty (anche noto come B.10). Nel maggio del 1940 fu completato il gruppo turbina mentre l'intero motore (ancora a livello di dimostratore sperimentale e quindi non adatto al volo) fu provato nell'ottobre dello stesso anno.
Contemporaneamente ai lavori sul dimostratore B.10, veniva completato il disegno del motore D.11 (Dora). Questo era costituito da un compressore assiale a 17 stadi mosso da una turbina ad otto stadi. A valle di questa era installata una seconda turbina da cinque stadi destinata a muovere un'elica. Questa configurazione vide diverse varianti e, contestualmente all'introduzione del nuovo compressore assiale a nove stadi (Freda) avvenuta nel 1941, venne rinominata come Metropolitan-Vickers F.1.
In seguito agli incoraggianti risultati ottenuti da Whittle con il suo turbogetto, nel luglio del 1940 gli ingegneri della Metrovick decisero di eliminare la turbina di potenza e ridisegnare il motore come un turbogetto assiale puro, il primo sviluppato al di fuori della Germania che con i suoi Jumo 004 ed il BMW 003 era già nella fase di pre-produzione.

### Versioni

#### F.2/1
Questo nuovo progetto era costituito dal compressore assiale Freda a nove stadi mosso da una turbina a due stadi e da una camera di combustione di tipo anulare. La prima versione, F.2/1, era dotata di una spinta di circa 8 kN (1 800 lbf), aumentata in seguito a 8,9 kN.  Provato al banco nel 1941, volò la prima volta il 29 giugno del 1943 montato nel vano bombe di un Avro Lancaster opportunamente modificato. Il 13 novembre del 1943 volò sul Meteor DG204/G.
Come previsto, questo motore aveva una spinta maggiore di quello di Whittle che, con il suo W.2B arrivava a 7,11 kN, ma era afflitto da numerosi problemi di affidabilità causati da surriscaldamenti dei cuscinetti della turbina ed alcune zone della camera di combustione.

#### F.2/2
Per porre rimedio a questi problemi, nell'agosto del 1942 fu proposta una versione migliorata, la F.2/2, in cui la turbina era prodotta in Nimonic 75 (una superlega più resistente alle alte temperature rispetto alla Rex 75 fino ad allora utilizzata) e la camera di combustione era più lunga di 150 mm. La spinta aumentò ad 11 kN (2 400 lbf), ma i problemi di surriscaldamento rimanevano.

#### F.2/3
Durante il 1943 furono quindi introdotte modifiche maggiori nella versione F.2/3, tra cui la sostituzione della camera di combustione anulare con quelle di tipo tubolari simili ai modelli usati da Whittle. In questo modo furono risolti i problemi di surriscaldamento e la spinta aumentò a 12 kN (2 700 lbf), ma fu deciso lo stesso di introdurre nuove modifiche radicali per incrementare la spinta.

#### F.2/4
In questa versione il compressore, di nuovo disegno, aveva dieci stadi ed una portata d'aria maggiore. Nel 1945 il nuovo F.2/4,in seguito rinominato Beryl (in italiano berillo) in ossequio alla tradizione della Metrovick di battezzare i motori con nomi di pietre preziose, fu provato al banco generando una spinta di 3 500 lbf. Le successive versioni, installate sul Saunders-Roe SR.A/1, mostrarono incrementi di spinta a 17 kN e (nel terzo prototipo) 17,8 kN, rendendolo il motore con la spinta più elevata dell'epoca (in confronto il Derwent sviluppava 10,9 kN nella sua configurazione finale). Lo sviluppo dell'SR.A/1 fu terminato nel 1947, comportando così anche la fine dello sviluppo del Beryl.

### Turbofan
Nell'agosto del 1943 la Metrovick, prendendo come base un F.2/2, costruì il primo turboventola (denominato F.3) che portò la spinta dagli iniziali 11 kN a 20 kN.
Al motore originale venne aggiunta nella parte posteriore del motore una turbina a quattro stadi controrotanti collegati a due eliche intubate anch'esse controrotanti. Il progetto si rivelò molto interessante, raddoppiando la spinta al costo di un minimo incremento di peso ed abbassando sensibilmente il consumo specifico. In più la riduzione nella velocità media del getto in uscita dal motore e il miscelamento dei flussi freddi e caldi portò alla riduzione dell'impronta sonora del motore.
Nonostante le ottime premesse, lo sviluppo dell'F.3 fu rallentato durante la guerra da più pressanti esigenze sugli altri progetti. Alla fine del conflitto si decise di spostare l'applicazione del concetto sul nuovo F.2/4.

### Propfan
Ricalcando le esperienze dell'F.3, l'F.2/4 fu modificato nella versione F.5 ottenendo una spinta incrementata a 21kN. A differenza della versione precedente le eliche (divise in due dischi controrotanti da 14 e 12 pale) non erano intubate come in un turboventola, ma libere come in un propfan in una configurazione che sarà ripresa, molti anni dopo, dalla General Electric Aviation con il suo GE36. In seguito la Metrovick abbandonò lo studio di queste configurazioni pur promettenti per dedicarsi esclusivamente al progetto del Sapphire.

### Sapphire
Lo sviluppo dell'F.2 terminò nel 1944. Dal 1945 gli ingegneri della Metrovick decisero di sviluppare una versione ad alta spinta, l'F.9 che nel 1946 guadagnò il finanziamento governativo e una commessa per la fornitura di alcuni prototipi. Allo stesso tempo venne rinominato Sapphire (zaffiro) o MVSa.1 secondo la nomenclatura del Ministry of Supply.
Nel 1947, però, la Metrovick venne forzata  ad uscire dal settore dei motori a reazione ed i suoi progetti furono presi in carico dalla Armstrong Siddeley che aveva già al suo interno una divisione (Armstrong Siddeley eXperimental, ASX) dedicata allo studio di turbine per motori turboelica.

## Velivoli utilizzatori
Regno Unito
- Saunders-Roe SR.A/1